# Feldhockey-Europameisterschaft der Herren 1991
Die Feldhockey-Europameisterschaft der Herren 1991 war die sechste Ausgabe der Feldhockey-Europameisterschaft der Herren. Sie fand vom 12. bis 23. Juni in Paris statt. Der Titelverteidiger Niederlande unterlag im Finale Deutschland mit 1:3.
Es nahmen 12 Mannschaften teil, die zunächst in zwei Sechsergruppen spielten. Die Auslosung erfolgte am 16. Oktober 1990. Teilnehmer waren neben Frankreich als Gastgeber die ersten Sechs der EM 1987 – Niederlande, England, Deutschland, Sowjetunion, Polen und Irland, sowie die Qualifikanten aus fünf Qualifikationsturnieren, bzw. -vergleichen Schweiz, Belgien, Wales, Italien, Spanien. Die DDR-Mannschaft unterlag in zwei Vergleichen am 20. und 21. April 1990 in Brüssel der belgischen Auswahl mit 1:6 und 0:4.

## Vorrunde

### Gruppe A
| Datum         | Team 1      | Team 2      | Ergebnis   |
| ------------- | ----------- | ----------- | ---------- |
| 12. Juni 1991 | Niederlande | Schweiz     | 9:0        |
| 12. Juni 1991 | Frankreich  | Sowjetunion | 1:4        |
| 13. Juni 1991 | Polen       | Italien     | 3:1 (0:1)  |
| 13. Juni 1991 | Frankreich  | Niederlande | 0:6        |
| 14. Juni 1991 | Sowjetunion | Polen       | 2:0 (2:0)  |
| 14. Juni 1991 | Schweiz     | Italien     | 2:2        |
| 15. Juni 1991 | Sowjetunion | Niederlande | 0:4        |
| 15. Juni 1991 | Frankreich  | Schweiz     | 3:2        |
| 16. Juni 1991 | Niederlande | Polen       | 10:1 (5:1) |
| 16. Juni 1991 | Frankreich  | Italien     | 2:0        |
| 17. Juni 1991 | Schweiz     | Sowjetunion | 1:6        |
| 18. Juni 1991 | Schweiz     | Polen       | 3:3 (1:2)  |
| 18. Juni 1991 | Sowjetunion | Italien     | 3:0        |
| 19. Juni 1991 | Niederlande | Italien     | 9:0        |
| 19. Juni 1991 | Frankreich  | Polen       | 2:0 (2:0)  |

Tabelle
| Rang | Land        | Spiele | Tore | Differenz | Punkte |
| ---- | ----------- | ------ | ---- | --------- | ------ |
| 1    | Niederlande | 5      | 38:1 | +37       | 15     |
| 2    | Sowjetunion | 5      | 15:6 | +9        | 12     |
| 3    | Frankreich  | 5      | 8:12 | −4        | 9      |
| 4    | Polen       | 5      | 7:18 | −11       | 4      |
| 5    | Schweiz     | 5      | 8:23 | −15       | 2      |
| 6    | Italien     | 5      | 3:19 | −16       | 1      |

Legende: qualifiziert für das Halbfinale, qualifiziert für die Spiele um die Plätze 5–8, qualifiziert für die Spiele um die Plätze 9–12

### Gruppe B
| Datum         | Team 1      | Team 2      | Ergebnis |
| ------------- | ----------- | ----------- | -------- |
| 12. Juni 1991 | Wales       | England     | 1:3      |
| 12. Juni 1991 | Irland      | Spanien     | 3:1      |
| 13. Juni 1991 | Belgien     | Deutschland | 0:4      |
| 13. Juni 1991 | England     | Irland      | 3:1      |
| 14. Juni 1991 | Belgien     | Spanien     | 2:3      |
| 14. Juni 1991 | Wales       | Deutschland | 0:6      |
| 15. Juni 1991 | England     | Spanien     | 1:0      |
| 15. Juni 1991 | Wales       | Irland      | 1:3      |
| 16. Juni 1991 | England     | Belgien     | 3:0      |
| 16. Juni 1991 | Deutschland | Irland      | 3:0      |
| 17. Juni 1991 | Spanien     | Wales       | 6:2      |
| 18. Juni 1991 | Wales       | Belgien     | 2:3      |
| 18. Juni 1991 | Spanien     | Deutschland | 0:2      |
| 19. Juni 1991 | Irland      | Belgien     | 1:2      |
| 19. Juni 1991 | Deutschland | England     | 3:2      |

Tabelle
| Rang | Land        | Spiele | Tore  | Differenz | Punkte |
| ---- | ----------- | ------ | ----- | --------- | ------ |
| 1    | Deutschland | 5      | 18:2  | +16       | 15     |
| 2    | England     | 5      | 12:5  | +7        | 12     |
| 3    | Spanien     | 5      | 10:10 | ±0        | 6      |
| 4    | Irland      | 5      | 8:10  | −2        | 6      |
| 5    | Belgien     | 5      | 7:13  | −6        | 6      |
| 6    | Wales       | 5      | 6:21  | −15       | 0      |

Legende: qualifiziert für das Halbfinale, qualifiziert für die Spiele um die Plätze 5–8, qualifiziert für die Spiele um die Plätze 9–12

## Platzierungsspiele

### Spiele um die Plätze 9–12
| Datum         | Team 1  | Team 2  | Ergebnis |
| ------------- | ------- | ------- | -------- |
| 21. Juni 1991 | Italien | Belgien | 3:4      |
| 21. Juni 1991 | Schweiz | Wales   | 0:2      |

#### Finale um Platz 11
| Datum         | Team 1  | Team 2  | Ergebnis       |
| ------------- | ------- | ------- | -------------- |
| 23. Juni 1991 | Italien | Schweiz | 1:1, 1:2 n. V. |

#### Finale um Platz 9
| Datum         | Team 1  | Team 2 | Ergebnis |
| ------------- | ------- | ------ | -------- |
| 23. Juni 1991 | Belgien | Wales  | 3:1      |

### Spiele um die Plätze 5–8
| Datum         | Team 1  | Team 2     | Ergebnis        |
| ------------- | ------- | ---------- | --------------- |
| 21. Juni 1991 | Spanien | Polen      | 2:0 (1:0)       |
| 21. Juni 1991 | Irland  | Frankreich | 2:2, 4:5 n. 9 m |

#### Spiel um Platz 7
| Datum         | Team 1 | Team 2 | Ergebnis  |
| ------------- | ------ | ------ | --------- |
| 23. Juni 1991 | Irland | Polen  | 4:0 (2:0) |

#### Spiel um Platz 5
| Datum         | Team 1     | Team 2  | Ergebnis |
| ------------- | ---------- | ------- | -------- |
| 23. Juni 1991 | Frankreich | Spanien | 0:1      |

## Finalspiele

### Halbfinale
| Datum         | Team 1      | Team 2      | Ergebnis |
| ------------- | ----------- | ----------- | -------- |
| 21. Juni 1991 | Deutschland | Sowjetunion | 4:0      |
| 21. Juni 1991 | England     | Niederlande | 1:2      |

### Spiel um Platz 3
| Datum         | Team 1  | Team 2      | Ergebnis        |
| ------------- | ------- | ----------- | --------------- |
| 23. Juni 1991 | England | Sowjetunion | 1:1, 2:1 n. 9 m |

### Finale
| Datum         | Team 1      | Team 2      | Ergebnis |
| ------------- | ----------- | ----------- | -------- |
| 23. Juni 1991 | Niederlande | Deutschland | 1:3      |

## Abschlussplatzierungen
| Pl. | Team        |
| --- | ----------- |
|     | Deutschland |
|     | Niederlande |
|     | England     |
| 4   | Sowjetunion |
| 5   | Spanien     |
| 6   | Frankreich  |
| 7   | Irland      |
| 8   | Polen       |
| 9   | Belgien     |
| 10  | Wales       |
| 11  | Schweiz     |
| 12  | Italien     |

## Europameister
Sven Meinhardt, Carsten Fischer, Volker Fried, Michael Knauth, Stefan Saliger, Andreas Keller, Michael Waldhauser, Christian Blunck, Stefan Tewes, Jan Peter Tewes, Freddy Ness, Christian Stengler, Michael Hilgers, Andreas Becker, Michael Walter, Klaus Michler